# Pendákorfon
Pendákorfon (Pentakorfo) är en ort i Grekland.   Den ligger i prefekturen Nomós Aitolías kai Akarnanías och regionen Västra Grekland, i den centrala delen av landet, 210 km väster om huvudstaden Aten. Pendákorfon ligger 740 meter över havet och antalet invånare är 210.
Terrängen runt Pendákorfon är bergig åt nordost, men åt sydväst är den kuperad. Terrängen runt Pendákorfon sluttar västerut. Runt Pendákorfon är det glesbefolkat, med 12 invånare per kvadratkilometer. Närmaste större samhälle är Paravóla, 18,5 km söder om Pendákorfon. 